# Lễ hội UFO Cardwell

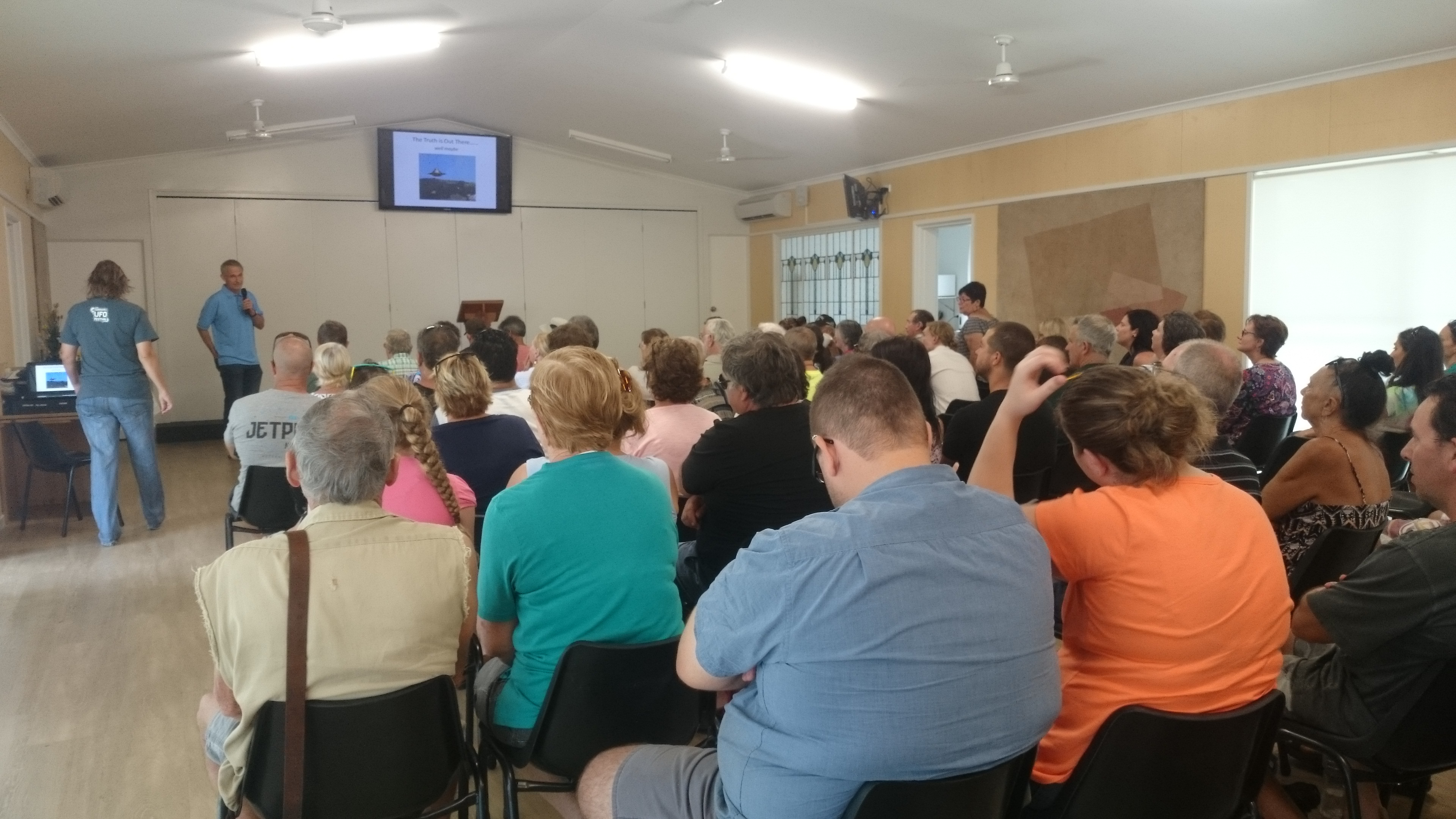
C-Files là một diễn đàn để mọi người thảo luận về trải nghiệm UFO của họ và những vụ nhìn thấy UFO bí ẩn khác.

Lễ hội UFO Cardwell là một sự kiện thường niên ở Cardwell, Queensland và là lễ hội UFO duy nhất ở Úc. Sự kiện bắt đầu vào năm 2014 nhằm mục đích thảo luận về những hoạt động và trường hợp chứng kiến bất thường về UFO trong khu vực, bao gồm vụ Ổ Đĩa bay Tully và Ánh sáng Cardwell. Lễ hội còn bao gồm các hoạt động giải trí, vui chơi gia đình, chợ trời, đồ ăn và bữa tiệc hóa trang theo chủ đề người ngoài hành tinh. Năm 2017, lễ hội này được lọt vào top 10 lễ hội dành cho những người yêu thích UFO và người ngoài hành tinh và top 7 lễ hội nuôi lông mày nhiều nhất ở Úc.

## C-Files
Bên cạnh đó, lễ hội này còn có cả một diễn đàn tên là C-Files giúp mọi người thảo luận về trải nghiệm UFO của họ cũng như những vụ nhìn thấy UFO bí ẩn khác bao gồm ánh sáng Min Min, chú lùn sống trong rừng nhiệt đới, sinh vật đầy lông lá và loài mèo đen to lớn. Diễn giả khách mời tại diễn đàn năm 2016 là Alec Birmacombe đến từ nhóm Nghiên cứu UFO Queensland.